# ایمورا تاکاهیکو
ایمورا تاکاهیکو (انگلیسی: Iimura Takahiko; ۲۰ فوریهٔ ۱۹۳۷ – ۳۱ ژوئیهٔ ۲۰۲۲) کارگردان فیلم اهل ژاپن بود.